# Подкольцо
Подкольцо кольца {\displaystyle K} — это пара {\displaystyle (R,i)}, где {\displaystyle R} — кольцо, а {\displaystyle i:R\hookrightarrow K} — мономорфизм (вложение) колец. Такое определение согласуется с общим понятием подобъекта в теории категорий.
В классическом определении подкольцо кольца {\displaystyle (K,+,*)} рассматривается как подмножество {\displaystyle R\subset K}, замкнутое относительно операций {\displaystyle +} и {\displaystyle *} из основного кольца. Это определение равносильно данному выше, однако в современном определении подчёркивается внутренняя структура подколец и связь между различными кольцами. Оно также легко обобщается на случай произвольных математических объектов (алгебраических, геометрических и т. п.). Разница между определениями аналогична разнице между теоретико-множественным и теоретико-категорным взглядом на математику.
В частности, различные определения кольца дают два основных содержательных понятия подкольца. В категории (всех) колец {\displaystyle {\mathcal {R}}ing} подкольцо, как в классическом определении, можно рассматривать как произвольное подмножество кольца, замкнутое по сложению и умножению. Более интересная ситуация в категории колец с единицей {\displaystyle {\mathcal {R}}ing_{1}}: морфизмы (гомоморфизмы) {\displaystyle f:R\to K} в этой категории должны отображать единицу кольца {\displaystyle R} в единицу кольца {\displaystyle K} (аналогично гомоморфизму полугрупп с единицей), поэтому подкольцо {\displaystyle R} кольца {\displaystyle K} также обязано содержать единицу: {\displaystyle 1_{K}\in R}.
Категория {\displaystyle {\mathcal {R}}ing} устроена гораздо лучше, чем {\displaystyle {\mathcal {R}}ing_{1}}. Например, ядро любого гомоморфизма также является объектом этой категории. Из-за этого говоря о подкольце обычно подразумевают подкольцо в {\displaystyle {\mathcal {R}}ing}, если не оговорено обратное.
Примеры
1. Любой идеал (левый, правый, двусторонний) замкнут относительно сложения и умножения, поэтому является подкольцом в {\displaystyle {\mathcal {R}}ing}.
2. В {\displaystyle {\mathcal {R}}ing_{1}} идеал является подкольцом только тогда, когда содержит {\displaystyle 1}, поэтому он обязан совпадать со всем кольцом. Поэтому в {\displaystyle {\mathcal {R}}ing_{1}} собственные идеалы не являются подкольцами.
3. В {\displaystyle {\mathcal {R}}ing} подкольцами в {\displaystyle \mathbb {Z} } являются всевозможные главные идеалы {\displaystyle (n)=n\mathbb {Z} }. В {\displaystyle {\mathcal {R}}ing_{1}} {\displaystyle \mathbb {Z} } не имеет собственных подколец.
4. Кольцо целых чисел {\displaystyle \mathbb {Z} } является подкольцом поля вещественных чисел {\displaystyle \mathbb {R} } и подкольцом кольца многочленов {\displaystyle \mathbb {Z} [X]}.